# Theotimius gravis
Theotimius gravis là một loài bọ cánh cứng trong họ Bọ hung (Scarabaeidae).